# Homedale
Homedale é uma cidade localizada no estado americano de Idaho, no Condado de Owyhee.

## Demografia
Segundo o censo americano de 2000, a sua população era de 2528 habitantes.
Em 2006, foi estimada uma população de 2579, um aumento de 51 (2.0%).

## Geografia
De acordo com o United States Census Bureau tem uma área de
2,3 km², dos quais 2,3 km² cobertos por terra e 0,0 km² cobertos por água. Homedale localiza-se a aproximadamente 680 m acima do nível do mar.

## Localidades na vizinhança
O diagrama seguinte representa as localidades num raio de 20 km ao redor de Homedale.